# باران مداوم
باران مداوم (انگلیسی: A Steady Rain) نمایشنامه ای است از کیث هاف. با داستانی مشابه یک رویداد واقعی که شامل جفری دامر نیز می شود.
این تئاتر در سپتامبر ۲۰۰۹ با بازی هیو جکمن و دنیل کریگ در برادوی افتتاح شد.